# Осадчук Петро Ількович
Петро́ І́лькович Осадчу́к (*2 грудня 1937, с. Острівець, тепер Городенківського району, Івано-Франківської області, Україна — 8 жовтня 2014) — український поет, перекладач, літературний критик, громадсько-політичний діяч.

## Життєпис
Народився Петро Ілліч Осадчук 2 грудня 1937 року в селі Острівець Городенківського району на Івано-Франківщині в сім'ї хліборобів. З дитинства зростав напівсиротою (коли помер батько, хлопчикові було одинадцять років, старшому братові — шістнадцять, молодшому — чотири). Мати сама виростила трьох синів.
У 1955 році став студентом філологічного факультету Одеського університету ім. І. І. Мечникова, після закінчення якого вчителював у селі Стара Царичанка на Одещині. Згодом на тій же Одещині працював газетярем, в обкомі комсомолу, а потім — у Києві. Був редактором у видавництвах «Маяк» (Одеса), «Молодь». З 1976 по 1991 рік працював секретарем правління столичної письменницької організації. Восени 1989 року увійшов до складу ініціативної групи, яка підготувала основоположні документи Народного Руху України за перебудову; першим із трибуни загальних зборів Київської організації Спілки письменників України, що відбувалися під головуванням Івана Драча, «озвучив» рухівську програму.
Вірші почав публікувати ще в студентські роки. У середині 1960-х років став виступати з поезіями в республіканських газетах і журналах, альманахах і збірниках.
Педагогічні здібності та робота на освітянській ниві допомагали йому просто і цікаво писати для малих читачів. Перу письменника належать книжечки віршів для дітей «Ясний світ», «Все співає і росте».
Поет був депутатом Верховної ради України І і II скликань. Лауреат премії ім. М. Островського.

## Цитати
Якби йому, якось зізнався Петро Осадчук, запропонували одним реченням виразити сенс свого життя, мету і спрямованість багатьох його римованих і неримованих писань, він сказав би:
|  | Вище України тільки небо, але й небо над Україною — також Україна! |

## Громадсько-суспільна діяльність
Активний учасник земляцтва івано-франківців у м. Києві й був його головою.

## Творчість
Петро Осадчук — автор більше 30 поетичних збірок. Серед них — «Вітряк», «Третій перевал», «Біографія вірності», «Земля, зігріта любов'ю», «Сурми на світанні», «Біла каравела», «Літаюча тарілка». Видав книжку літературно-критичних статей і есе «Поезія — молодість душі».

### Поетичні твори
- «Революційний паспорт». — Одеса: «Маяк», 1967.
- «Вітряк». — Одеса: «Маяк», 1969.
- «Третій перевал». — Київ: «Радянський письменник», 1972.
- «Ясний світ». – Київ: «Веселка», 1972.
- «Біографія вірності». — Київ: «Молодь», 1973.
- «Лінія життя». — Київ: «Молодь», 1975.
- «Раска — біль і любов». — Київ: «Радянський письменник», 1976.
- «Іспит». — Київ: «Дніпро», 1977.
- «Земля, зігріта любов'ю». — Київ: «Молодь», 1978.
- «Все співає і росте». — Київ: «Веселка», 1979.
- «Взаємодія». — Київ: «Радянський письменник», 1980.
- «Закон постійних величин». — Київ: «Молодь», 1982.
- «Пряма мова». — Київ: «Радянський письменник», 1984.
- «Сурми на світанні», — Київ: «Веселка», 1985.
- «Біла каравела». — Київ: «Молодь», 1986.
- «Лінія життя» — Київ: «Молодь», 1987.
- «Второе дыхание» («Другий подих») 1987),
- Поезія — молодість душі. — Київ: «Радянський письменник», 1989 (літературознавчі статті).
- «День відкритих дверей». — Київ: «Радянський письменник», 1991.
- «Галера». — Одеса: «Маяк», 1993.
- «Театр перед мікрофоном». — Київ: «Рось», 1994.
- «Літаюча тарілка». — Київ: «Дніпро», 1995.
- «Незрима стріла часу» — Київ: «Дніпро», 1997.
- «Реєстр українського лайдацтва». — Коломия: «Вік», 1997.
- «Паранормальні явища, або мала енциклопедія великого лицедійства». — Київ: «Дніпро», 1999.
- «Ранкова колискова». — Київ: «Веселка», 2000.
- «Сто спокус, або розсекречена невинність». — Київ: «Юг», 2002
- «Чуття єдиної провини». — Київ: «Український письменник», 2002.
- «Піднебесні паралелі, Авторська антологія перекладача». — Київ: Головна спеціалізована редакція літератури мовами національних меншин України, 2003.
- «Чорні метаморфози». — Київ, Видавець Вадим Карпенко, 2004.
- «Віддзеркалення безодні». — Київ, «Неопалима купина», 2006.
- «Відкрите море душі». — Київ, Видавець Вадим Карпенко, 2006.
- «Спокій за межею досяжності». — Київ, «Неопалима купина», 2007.
- «Родинний спадок. Сповідальні вірші і прозові етюди». — Київ: «Альтерпрес», 2007.
- «Останній рубіж оборони». — Київ: «Альтерпрес»,2007.
- «Сміх сильніший від плачу». — Одеса: «Астропринт», 2010.
- «Пень-клуб». — Київ: «Сучасний письменник», 2012.
- «Вище України тільки небо». — Київ: «Дивосвіт», 2012.
- «Загострене чуття провини». Вибрані поезії. — Київ: «Світ успіху», 2013.
- «Я тут, я серед вас». Упоряд. Алла Осадчук та Володимир Петрук. — Київ: «Видавництво Жупанського», Київ, 2017

### Переклади
Петро Осадчук понад 30 років займався поетичним перекладом.
Він переклав:
- з білоруської (Максим Танк, Анатоль Грачаніков, Генадзь Буравкін),
- з болгарської (Іван Голев, Павел Матев),
- з польської (Теофіл Ленартович, Юліан Тувім),
- з російської (Олександр Твардовський, Володимир Солоухін, Булат Окуджава, Микола Котенко, Євгеній Євтушенко, Леонід Вишеславський, Микола Рубцов),

а також з використанням підрядкового перекладу:
- з німецької (Петер Ґоссе, Райнгард Бернґоф, Вальтер Петрі, Гільдегард Марія Раухфус, Адель Каражолі, Гельмут Братушек, Ральф Ґрюнебергер, Рене Швахгофер),
- з французької (Артюр Рембо),
- з іспанської (Антоніо Конте, Райна-Марія Родріґес),
- з угорської (Ендре Аді, Аттіла Йожеф, Ласло Балла),
- з їдиш (Йосип Бухбіндер, Дора Хайкіна, Матвій Талалаєвський, Петро Киричанський, Михайло Могилевич),
- з вірменської (Атом Ярджанян (Сіаманто), Єгіше Чаренц, Амо Сагіян, Арташес Погосян, Рачія Ованесян, Сільва Капутікян, Геворг Емін, Гурген Борян, Нансен Мікаелян, Генрік Едоян),
- з грузинської (Григол Абашідзе, Акакій Церетелі, Ілля Чавчавадзе, Реваз Маргіані, Симон Чиковані, Джано Джанелідзе, Звіад Гамсахурдія, Рауль Чілачава),
- з казахської (Олжас Сулейменов),
- з бурятської (Намжил Німбуєв, Микола Дамдінов),
- з аварської (Расул Гамзатов).

Див.: Петро Осадчук, Піднебесні паралелі, Авторська антологія перекладача, Поезія різних народів, Київ, Головна спеціалізована редакція літератури мовами національних меншин України, 2003.

## Літературні премії
- Республіканська премія ім. Миколи Островського (1979),
- Премія ім. Володимира Сосюри (1996),
- Премія ім. Степана Олійника (2002),
- Премія ім. Івана Кошелівця (2002),
- Премія ім. Павла Тичини (2003),
- Нобельської премії (2003, Всеукраїнський фестиваль гумору в селі Нобелі Рівненьської області),
- Всеукраїнська літературно-мистецька премія імені Степана Руданського (2004),
- Премія ім. Леоніда Вишеславського «Планета поета» (2007),
- Літературна премія імені Анатолія Бортняка (2010).